# Kloster Ardorel
Das Kloster Ardorel (Ardorellum) ist eine ehemalige Zisterzienserabtei in der Gemeinde Payrin-Augmontel im Département Tarn, Region Okzitanien, in Frankreich. Es lag rund 13 km südöstlich von Castres.

## Geschichte
Eine Benediktinergemeinschaft bestand in Ardorel bereits 1114. 1124 bat Cécile de Provence, die Gräfin von Béziers, den Abt von Kloster Cadouin um Entsendung einer Gruppe von Mönchen. 1138 und 1139 wurden von Ardorel, das damals noch dem Benediktinerorden angehört haben dürfte, die Klöster Valmagne (das sich 1144 als Tochter von Kloster Bonnevaux (Dauphiné) dem Zisterzienserorden anschloss) und Saint-Sauveur de Sira gegründet, das Letztere wurde aber bereits neun Jahre später wieder aufgelöst. Spätestens 1147 erfolgte der Beitritt von Ardorel zum Zisterzienserorden als Tochterkloster des zu einem nicht bekannten Zeitpunkt ebenfalls zisterziensisch gewordenen Klosters Cadouin. Ardorel gehörte damit der Filiation der Primarabtei Pontigny an. 1162 wurde Ardorel das 1147 als Benediktinerkloster errichtete Kloster Notre-Dame du Jau unterstellt. 1587 wurde das Kloster in den Albigenserkriegen geplündert und in Brand gesteckt. Die verbliebenen Mönche zogen sich daraufhin in die Grangie la Rhode in Lempaut 11 km nordöstlich von Revel zurück, die das Kloster seit 1258 besaß. In der Französischen Revolution wurde das Kloster 1791 aufgelöst.

## Bauten und Anlage
Von der ursprünglichen Anlage waren bis in den Zweiten Weltkrieg noch Reste vorhanden. Heute stehen noch Fundamente und ein Teil der Nordwand der Kirche und Überreste des Kapitelsaals inmitten eines Forsts in einem verminten Militärgebiet. Teile der Ausstattung sind in das Katharermuseum in Mazamet und in Privatbesitz gelangt.